# Michael Tiemann

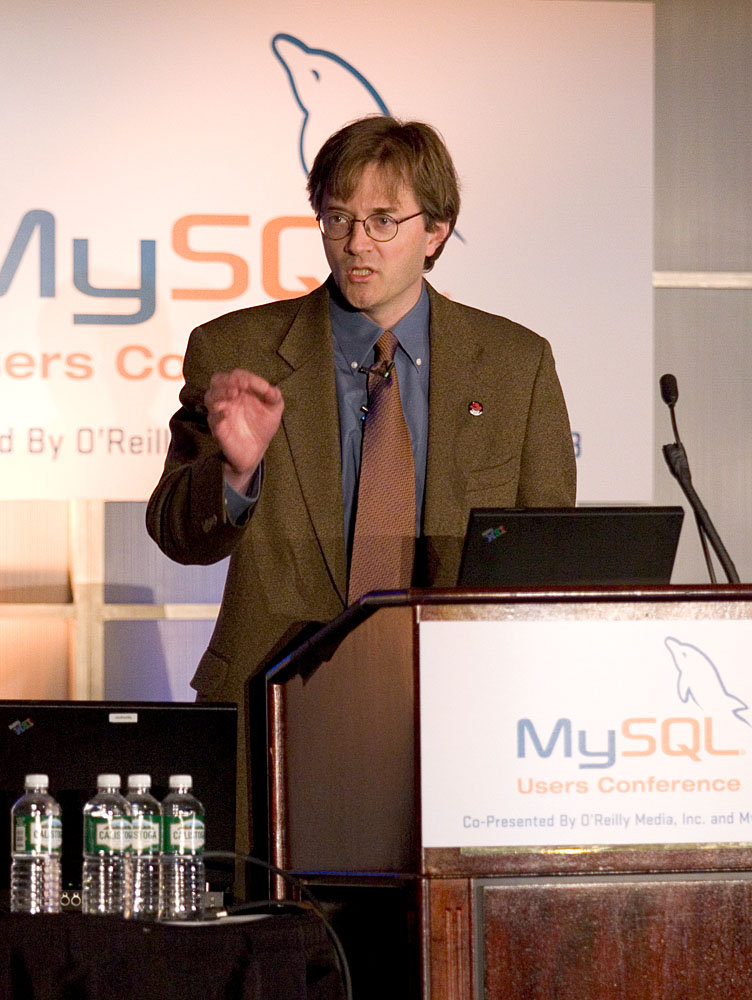
Michael Tiemann na conferência do MySQL.

Michael Tiemann é o vice-presidente da Open Source Affairs na Red Hat, também presidente da Open Source Initiative. Antes foi nomeado como Chief Technical Officer da Red Hat.
Foi o cofundador da Cygnus Solutions em 1989. Contribuiu para a iniciativa do free software com o compilador GNU C++ e o deputador GNU.
Foi reportado em um documentário de 2001 nomeado Revolution OS.